# Ludovic Buysens
Pour les articles homonymes, voir Buysens.
Ludovic Buysens, est un footballeur belge, né le 13 mars 1986 à Kluisbergen en Belgique. Il évolue actuellement au Lierse SK comme défenseur.

## Palmarès
Vierge